# Stade Yud-Alef
Le stade Yud-Alef (en hébreu : איצטדיון היוד אלף) est un stade de football situé dans la ville d'Ashdod, en Israël. C'est le stade du Moadon Sport Ashdod et du Maccabi Ironi Ashdod. Il possède une capacité totale de 7 800 places.

## Histoire
En 1961, les jeux se tenaient sur une surface herbeuse, sans clôture. En 1966, un mur est construit autour de la pelouse. En 1972, des sièges en béton sont construits.
Depuis 1972, le stade est nommé d'après les onze athlètes qui ont été assassinés par des terroristes lors des Jeux olympiques de Munich de 1972.

## Galerie

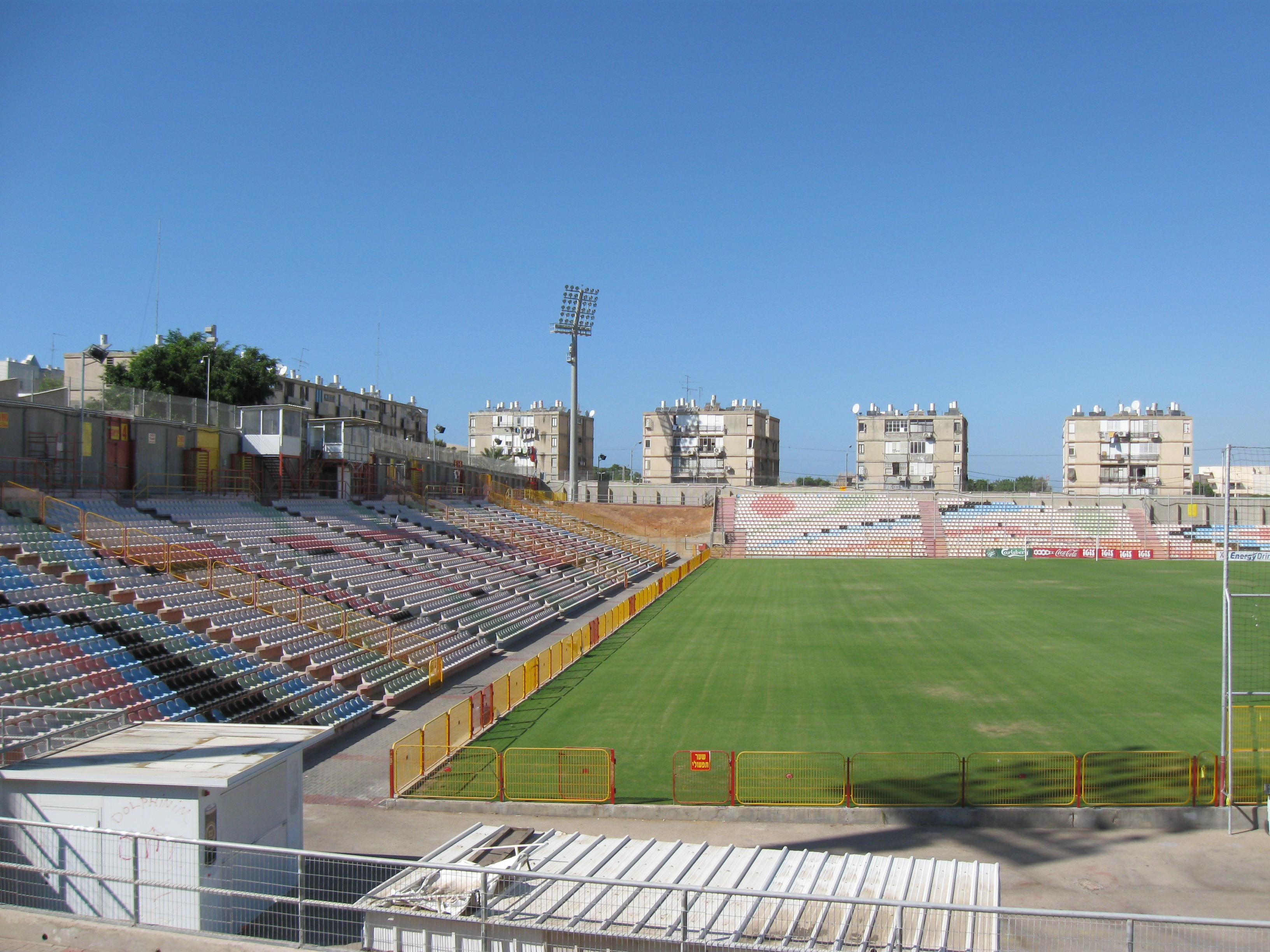
Vue du sud
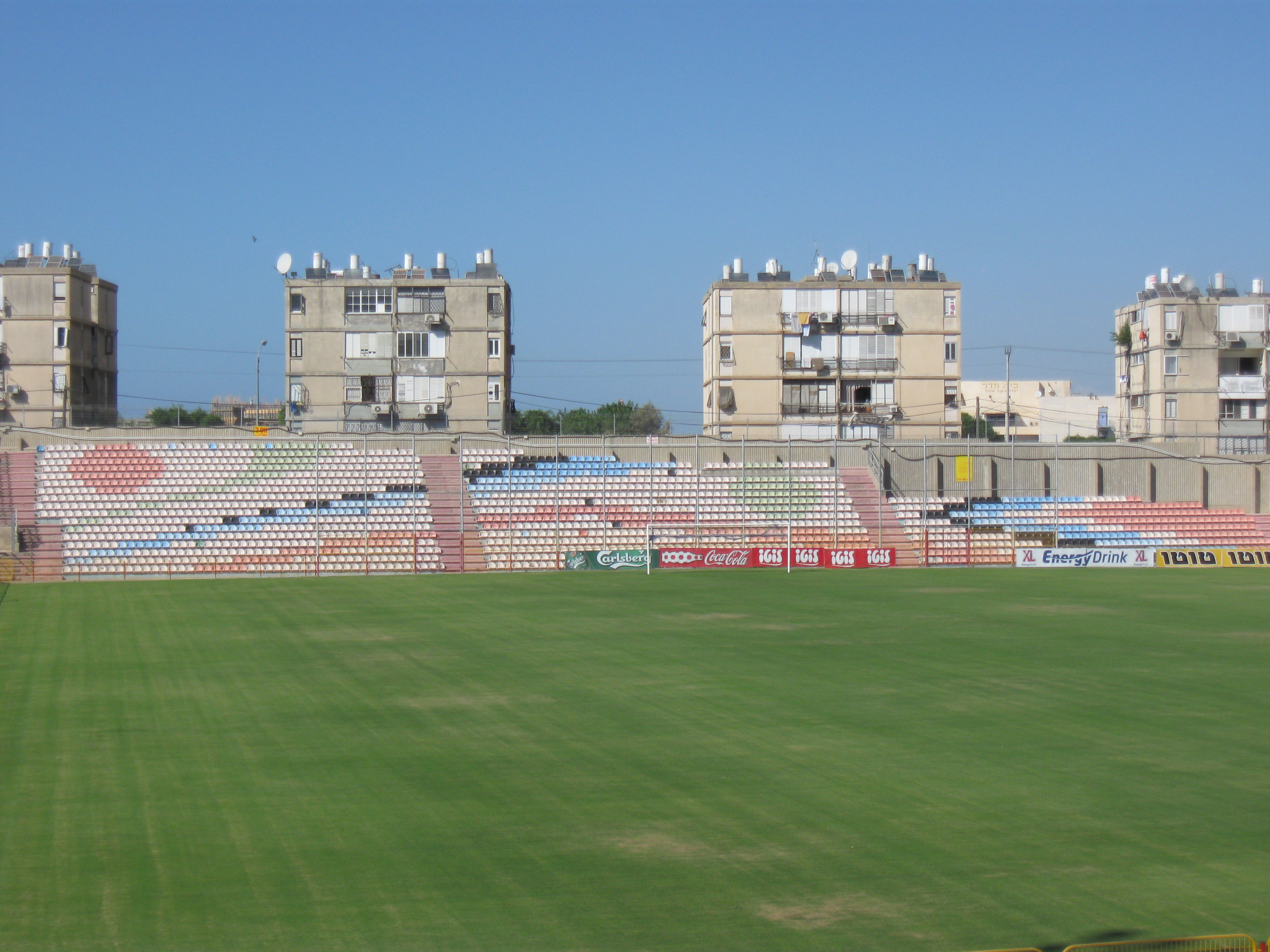
Surface d'assise du Nord
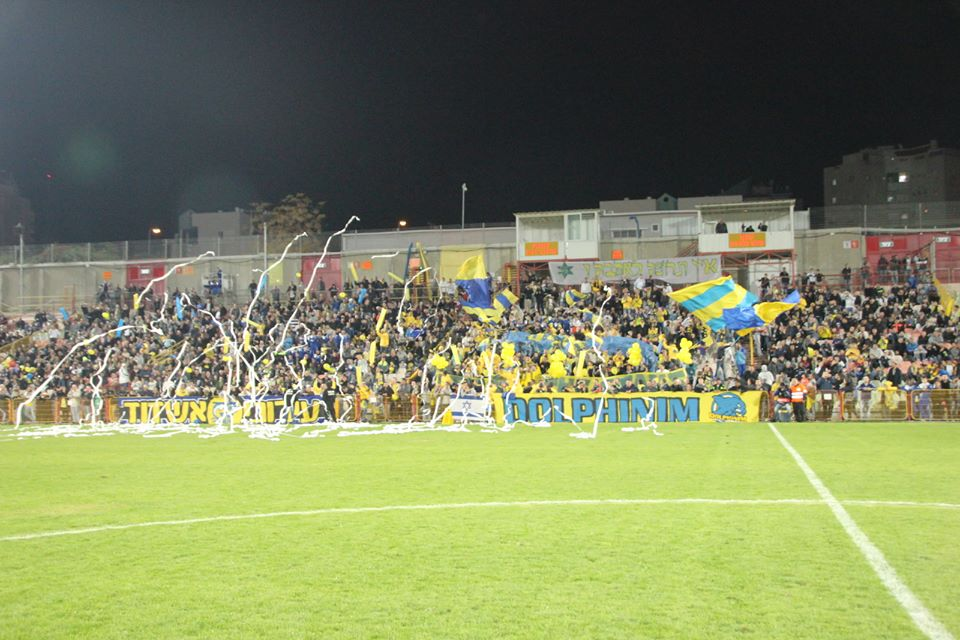
La principale tribune assise